# Teatro Argentina
Teatro Argentina er et operahus og teater på Largo di Torre Argentina, et torv i Rom. Det er et af de ældste teatre i byen. Det blev indviet den 31. januar 1732 med en opførelse af Berenice af Domenico Sarro.
Teatro Argentina blev bestilt af Sforza Cesarini-familien og tegnet af arkitekten Theoldi. Salen har den traditionelle hesteskoform. Det indre er bygget af træ og har seks etager. Teatret er blevet restaureret mange gange.
I løbet af det 19. århundrede er der er blevet uropført mange betydningsfulde operaer i teatret. Det gælder fx Gioacchino Rossinis Barberen i Sevilla (Il barbiere di Siviglia) fra 
1816, Giuseppe Verdis I due Foscari i 1844 og La battaglia di Legnano i 1849.
Fra 1919 til 1944 bestod repertoiret overvejende af opera. Dog fik væsentlige teaterstykker af Pirandello, Ibsen og Gorkij premiere i denne periode. I vinteren 1944-1945 opførtes en serie operaer for de amerikanske og britiske tropper i byen.
Teatret blev i 1994 base for Teatro Stabile, der p.t. ledes af Mario Martone. Det har et varieret program, selvom skuespillet i dag dominerer i forhold til opera og musik.